# Colliers Green
Colliers Green – wieś w Anglii, w hrabstwie Kent, w dystrykcie Tunbridge Wells. Leży 17 km na południe od miasta Maidstone i 62 km na południowy wschód od centrum Londynu.